# キロロのいちばんイイ歌あつめました
『キロロのいちばんイイ歌あつめました』（キロロのいちばんイイうたあつめました）は、Kiroroの2枚目のベスト・アルバム。発売元はビクターエンタテインメント。

## リリース変遷
- 初盤は2006年3月29日に発売。
- 初回限定盤は収録曲の譜面集と、カラオケバージョン収録CDとの2枚組仕様。
- 2007年3月7日、上述の初回限定盤が再生産され『キロロのいちばんイイ歌あつめました〜10th Anniversary Edition~』としてリリース。譜面集・カラオケバージョンCDに「10th Anniversary Book」が新たに封入され特製クリアケース仕様で発売された。
- 2018年1月24日に、デビュー20周年を記念して、13年ぶりとなるオリジナル・アルバム『アイハベル』と共にリマスター盤として再リリースされた。

## 収録曲
1. Best Friend
2. 未来へ
3. 長い間
4. 冬のうた
5. 好きな人
6. 生きてこそ
7. もう少し
8. 青のじゅもん
9. ひまわり
10. 最後のKiss
11. 3人の写真
12. 逢いたい
13. ひとつぶの涙
14. 愛さない
15. 帰る場所
16. 僕らのメッセージ
17. Best Friend〜UKULEMIX〜

## 演奏
- 今野英明：Remix, Performance (#17)